# Elaphria darpa
Elaphria darpa là một loài bướm đêm trong họ Noctuidae.